# Румунска супер лига
Румунска супер лига је професионална рагби јунион лига у Румунији.

## Списак шампиона Румуније у рагбију
1914 ТЦР Букурешт
1915 ТЦР Букурешт
1916 ТЦР Букурешт
1917 Није се играло првенство због великог рата
1918 Није се играло првенство због великог рата
1919 Стадиул Роман
1920 ССЕФ
1921 ТЦР Букурешт
1922 ТЦР Букурешт
1923 ТЦР Букурешт
1924 Стадиул Роман
1925 Спортул
1926 Стадиул Роман
1927 ТЦР Букурешт
1928 Стадиул Роман
1929 Спортул
1930 Стадиул Роман
1931 Стадиул Роман
1932 Спортул
1933 ПТТ
1934 ПТТ
1935 Спортул
1936 ТЦР Букурешт
1938 ТЦР Букурешт
1939 Спортул
1940 ТЦР Букурешт
1941 Вифорул Дачија
1942 ТЦР Букурешт
1943 Вифорул Дачија
1944 Вифорул Дачија
1945 Вифорул Дачија
1946 Спортул
1947 Стадиул Роман
1948 Гривита
1949 Рагби клуб Стеауа
1950 Гривита
1951 Рагби клуб Динамо Букурешт
1952 Рагби клуб Динамо Букурешт
1953 Рагби клуб Стеауа
1954 Рагби клуб Стеауа
1955 Гривита
1956 Рагби клуб Динамо Букурешт
1957 Гривита
1958 Гривита
1959 Гривита
1960 Гривита
1961 Рагби клуб Стеауа
1962 Гривита
1963 Рагби клуб Стеауа
1964 Рагби клуб Стеауа
1965 Рагби клуб Динамо Букурешт
1966 Гривита
1967 Гривита
1969 Рагби клуб Динамо Букурешт
1970 Гривита
1971 Рагби клуб Стеауа
1972 Рагби клуб Тимисоара
1973 Рагби клуб Стеауа
1974 Рагби клуб Стеауа
1975 Рагби Клуб Фарул Константа
1976 Рагби Клуб Фарул Константа
1977 Рагби клуб Стеауа
1978 Рагби Клуб Фарул Константа
1979 Рагби клуб Стеауа
1980 Рагби клуб Стеауа
1981 Рагби клуб Стеауа
1982 Рагби клуб Динамо Букурешт
1983 Рагби клуб Стеауа
1984 Рагби клуб Стеауа
1985 Рагби клуб Стеауа
1986 Рагби Клуб Фарул Константа
1987 Рагби клуб Стеауа
1988 Рагби клуб Стеауа
1989 Рагби клуб Стеауа
1990 Баја Маре
1991 Рагби клуб Динамо Букурешт
1992 Рагби клуб Стеауа
1993 Гривита
1994 Рагби клуб Динамо Букурешт
1995 Рагби Клуб Фарул Константа
1996 Рагби клуб Динамо Букурешт
1997 Рагби Клуб Фарул Константа
1998 Рагби клуб Динамо Букурешт
1999 Рагби клуб Стеауа
2000 Рагби клуб Динамо Букурешт
2001 Рагби клуб Динамо Букурешт
2002 Рагби клуб Динамо Букурешт
2003 Рагби клуб Стеауа
2004 Рагби клуб Динамо Букурешт
2005 Рагби клуб Стеауа
2006 Рагби клуб Стеауа
2007 Рагби клуб Динамо Букурешт
2008 Рагби клуб Динамо Букурешт
2009 Баја Маре
2010 Баја Маре
2011 Баја Маре
2012 Рагби клуб Тимисоара
2013 Рагби клуб Тимисоара
2014 Баја Маре

## О лиги
Румунска супер лига је први ранг рагби јунион такмичења у Румунији. Румунска рагби јунион репрезентација је редовни учесник светског првенства и највећа рагби сила у југо-источној Европи. Рагби у Румунији се игра преко 90 година и један је од најпопуларнијих екипних спортова одмах после фудбала.
Екипе за сезону 2015-2016
Баја Маре
Рагби клуб Стеауа
Тимисоара
Рагби клуб Тимисоара
Рагби клуб Динамо Букурешт
ЦСМ Букурешт
У Клуж